# National Professional Basketball League
La National Professional Basketball League est une ligue professionnelle américaine de basket-ball qui a existé le temps d'une saison (inachevée). Les Sheboygan Redskins et les Waterloo Hawks étant en tête de leur division respective au moment de la disparition, se sont alors auto-proclamés champions.

## Historique
En 1937 naît la National Basketball League, considérée comme l'une des meilleures ligues professionnelles de l'époque. En 1946 une autre ligue se fonde, la Basketball Association of America. Ces deux ligues vont fusionner en 1949 donnant ainsi naissance à la National Basketball Association destinée à accueillir les équipes dans de grandes enceintes. 10 équipes de la NBL vont rejoindre cette nouvelle ligue, sur 17 qu'elle comptera finalement pour sa saison inaugurale.
Un an plus tard, en 1950, se fonde la National Professional Basketball League en concurrence de la NBA. Parmi les 8 équipes qui la composent, 3 faisaient partie de la NBL, mais également de la saison inaugurale de la NBA : les Anderson Packers, les Sheboygan Redskins et les Waterloo Hawks.
En cours de saison les équipes de Grand Rapids, Kansas City, Louisville et Saint Paul vont disparaître, alors que celle de Denver déménagera pour rejoindre Evansville.
La ligue disparaîtra avant même la fin du championnat, ne laissant donc pas la place à des phases finales. Bob Brannum, des Redskins, terminera meilleur marqueur avec 19 points par match.

## Les équipes
Eastern Division
- Sheboygan Redskins
- Louisville Alumnites
- Anderson Packers
- Grand Rapids Hornets

Western Division
- Waterloo Hawks
- Denver Refiners >> Evansville Agogans
- Saint Paul Lights
- Kansas City Hi-Spots

## Sources et références
1. ↑  Donnée non vérifiée trouvée sur (fr) NBA history